# Tomosvaryella lepidipes
Tomosvaryella lepidipes är en tvåvingeart som beskrevs av Hardy 1943. Tomosvaryella lepidipes ingår i släktet Tomosvaryella och familjen ögonflugor. Inga underarter finns listade i Catalogue of Life.